# Alasmidonta marginata
Alasmidonta marginata је шкољка из реда Unionoida. 

## Угроженост
Подаци о распрострањености ове врсте су недовољни.

## Распрострањење
Врста је присутна у следећим државама: Канада и Сједињене Америчке Државе.

## Станиште
Станиште врсте су слатководна подручја. 